# Unintended
Singles de Muse
Sunburn
(2000) Plug In Baby
(2001)
Pistes de Showbiz
Showbiz
(6) Uno
(8)
Unintended est une chanson du groupe Muse, cinquième et dernier single de l'album Showbiz. Culminant à la 20e place de l'UK Singles Chart, il devance de deux places le précédent single, Sunburn, ce qui en fait le mieux placé de ce premier album.
« Cette chanson a été écrite en studio après une conversation avec cette fille au téléphone, explique Matthew Bellamy, principal compositeur du groupe. Le titre "Unintended" ("involontaire") fait référence à tous ces sentiments que j'ai ressenti à ce moment, et que je ne maitrisais pas du tout; ils venaient de nulle part ».
Elle fut souvent interprétée en direct durant la période 1999/2000, et occasionnellement en 2001, le plus souvent avec Christopher à la guitare acoustique et Matthew à l'électrique. Depuis 2007, elle a fait réaparition dans plusieurs concerts (jouée un ton plus bas, en ré), Christopher tenant la basse et Morgan Nicholls les claviers.

## Sonorité
Unintended est une chanson très calme basé sur le mode de mi mineur mais dont l'accord fondamental est majeur. La progression d'accords est jouée par une guitare acoustique. La basse double parfois la mélodie du chant et la batterie suit une rythmique très simple en battant les temps forts. Des sons d'ambiance donnent une profondeur au morceau et, avec les falsettos, contribuent à faire de Unintended un morceau planant.

## Clip
Le clip  associé à la chanson est constitué de déformations d'images dans un style psychédélique. Il commence par l'apparition d'une Citroën DS de laquelle sort une jeune femme. L'ambiance, sombre et laconique restitue la tristesse et l'incertitude des paroles de la chanson.

## Autres chansons du single
- Recess est une B-side apparue en live à partir de 1999, à l'aspect calme et mystérieux. Ce morceau est présent sur Hullabaloo, la compilation de B-sides sortie en 2002.
- Nishe est une B-side douce à la ligne de basse suave rappelant la Soul et sur laquelle la guitare peint des notes blues.
- Sober est un morceau tiré de l'album Showbiz.

## Formats et liste des pistes
| 1. | Unintended                       | 3 min 57 s |
| 2. | Sober (Version Live à Paradisio) | 4 min 07 s |

| 1. | Unintended                                 | 3 min 57 s |
| 2. | Recess                                     | 3 min 35 s |
| 3. | Falling Down (Version Acoustique à Ouï FM) | 5 min 10 s |
| 4. | Unintended (Clip remasterisé)              | 4 min 00 s |

| 1. | Unintended                                                | 3 min 57 s |
| 2. | Nishe                                                     | 2 min 42 s |
| 3. | Hate This and I'll Love You (Version Acoustique à Ouï FM) | 5 min 00 s |

| 1. | Unintended                                 | 3 min 57 s |
| 2. | Recess                                     | 3 min 35 s |
| 3. | Falling Down (Version Acoustique à Ouï FM) | 5 min 10 s |
| 4. | Sober (Version Live à Paradisio)           | 4 min 07 s |

## Versions alternatives par Matt Bellamy
Matthew Bellamy, compositeur et interprète de ce morceau au sein de Muse sort un EP en solo le 26 juin 2020, contenant trois nouvelles versions inédites. Une version au piano, une seconde acoustique et une dernière reprise par une intelligence artificielle. En 2021, deux de ses versions apparaissent sur l'album solo de Matthew, Cryosleep en ouverture et clôture de l'album.
| 1. | Unintended (Acoustic Version)            | 4 min 02 s |
| 2. | Unintended A.I. Dream V.3 (Obeebo A.I.)  | 3 min 55 s |
| 3. | Unintended (Piano Lullaby [Instrumental] | 3 min 59 s |